# Wakendorf II
Wakendorf II – gmina w Niemczech w kraju związkowym Szlezwik-Holsztyn, w powiecie Segeberg, wchodzi w skład urzędu Kisdorf.